# 尹直
尹直（1427年—1511年），字正言，别號謇斋，晚更號澄江，江西泰和人。明朝政治人物。

## 生平
景泰四年癸酉江西鄉試舉人，五年（1454年）联捷甲戌科進士。改庶吉士，授編修。成化初年，充經筵講官，與修《英宗實錄》。總裁欲革去景泰帝號，曾建議不可去除帝號。《英宗實錄》修成，進侍讀，任侍讀學士。成化六年（1470年），上疏乞纂修《大明通典》，並續成《宋元綱目》。成化十一年（1475年）任禮部右侍郎。因父喪丁憂去職。守喪結束，起用爲南京吏部右侍郎，改南京禮部左侍郎。成化二十二年（1486年）春，召佐兵部。針對占城王棄國來求援、貴州鎮巡官邀功謊奏苗反，兩事提出正確意見，而後被重用，任戶部兼翰林學士，入內閣。此後為兵部尚書，加太子太保。
尹直明敏博學，練習朝章，而急於進取。個性矜忌，不自檢飭，與吏部尚書尹旻相惡。尹直初覬禮部侍郎，而尹旻推薦他人。尹直以中旨得之。次日遇旻於朝，舉笏謝。尹旻回之：「公所謂簡在帝心者。」（你是皇帝心中的人選）自是怨益深。後在南部八年，鬱鬱不得志，萬安、彭華謀定內召入閣，卻被劉旻輒持不可。諸朝臣亦皆畏直，幸其在南。成化二十二年要求推荐兵部左、右侍郎，吏部尹旻列何琮等八人。詔用何琮，而尹直以萬安、彭華及李孜省力薦，中旨召還。與李孜省合作陷害尹旻父子得罪，又構罷江西巡撫閔珪，引起與論喧然不平。
孝宗即位，給事中宋琮及御史許斌上報尹直自初為侍郎以至入閣，夤緣攀附，皆取中旨。孝宗於是薄其為人，令其致仕。弘治九年，尹直上表賀萬壽，並以太子年當出閤，上《承華箴》，引先朝少保黃淮事，冀召對。帝卻之。正德年間卒，享年八十五，諡文和。《明史》有傳。

## 著作
有《明良交泰錄》《謇齋瑣綴錄》。

## 家族
祖父尹子源，永乐初入翰林，参与修纂《永樂大典》。父尹奂重。前母陈氏、生母蕭氏。

## 延伸阅读
[在维基数据编辑]
 在维基文库阅读此作者作品
 《明史卷一百六十八》，出自《明史》